# The Best of Rogério Skylab
The Best of Rogério Skylab é uma compilação do cantor brasileiro Rogério Skylab. Foi lançada em 2010 pela gravadora independente Discobertas, e organizada pelo jornalista Marcelo Fróes sob a assistência direta de Skylab. O álbum inclui 20 dos maiores sucessos de Skylab, iniciando com Skylab (1999) e encerrando com Skylab VIII (2008).

## Faixas
Todas as faixas foram produzidas por Rogério Skylab, com exceção das faixas 1–8, por Robertinho de Recife.
| N.º | Título                    | Lançamento original | Duração |  |
| 1.  | "Matador de Passarinho"   | Skylab (1999)       | 2:33    |  |
| 2.  | "Motosserra"              | Skylab (1999)       | 3:29    |  |
| 3.  | "Urubu"                   | Skylab (1999)       | 4:37    |  |
| 4.  | "Matadouro de Almas"      | Skylab (1999)       | 3:51    |  |
| 5.  | "Derrame"                 | Skylab (1999)       | 2:46    |  |
| 6.  | "No Cemitério"            | Skylab (1999)       | 3:05    |  |
| 7.  | "Funérea"                 | Skylab (1999)       | 3:20    |  |
| 8.  | "Carne Humana"            | Skylab (1999)       | 3:30    |  |
| 9.  | "Metrô"                   | Skylab II (2000)    | 3:09    |  |
| 10. | "Convento das Carmelitas" | Skylab II (2000)    | 3:33    |  |
| 11. | "Sensações/Fora da Grei"  | Skylab II (2000)    | 4:47    |  |
| 12. | "Acorda, Siva Maria"      | Skylab III (2002)   | 2:23    |  |
| 13. | "Cântico dos Cânticos"    | Skylab III (2002)   | 5:09    |  |
| 14. | "Bunda Suja"              | Skylab IV (2003)    | 3:12    |  |
| 15. | "Eu Fico Nervoso"         | Skylab V (2004)     | 3:44    |  |
| 16. | "Você É Feia"             | Skylab V (2004)     | 4:46    |  |
| 17. | "Eu Tô Pensando"          | Skylab V (2004)     | 4:02    |  |
| 18. | "Cadê Meu Pau?"           | Skylab VI (2006)    | 4:12    |  |
| 19. | "O Primeiro Tapa É Meu"   | Skylab VII (2007)   | 2:27    |  |
| 20. | "Eu Tô Sempre Dopado"     | Skylab VIII (2008)  | 4:07    |  |